# Autostrada międzystanowa nr 405 (Waszyngton)
Autostrada międzystanowa nr 405 (ang. Interstate 405, I-405) – amerykańska autostrada międzystanowa o długości 30,3 mil (48,76 km) znajdująca się całkowicie w stanie Waszyngton, będąca drogą pomocniczą autostrady międzystanowej nr 5. Stanowi ona wschodnią obwodnicę Seattle. Zaczyna się w mieście Tukwila niedaleko portu lotniczego Seattle-Tacoma, a kończy w Lynnwood. Została ukończona w 1971.